# Alland
Alland – gmina targowa w Austrii, w kraju związkowym Dolna Austria, w powiecie Baden. Według Austriackiego Urzędu Statystycznego liczyła 2 484 mieszkańców (1 stycznia 2014).